# Giovanni Porcellana
Giovanni Porcellana (Portacomaro, 9 novembre 1928 – Torino, 19 settembre 2012) è stato un politico italiano.
Ingegnere, eletto consigliere comunale negli anni sessanta, è stato sindaco di Torino dal 1970 al 1973, nel periodo del massimo sviluppo demografico della città, a capo di una coalizione di centrosinistra.
Concluso il mandato, dal 1975 e fino ai primi anni ottanta (periodo in cui governarono giunte di centrosinistra), diviene dapprima protagonista di un'opposizione ferma, convinta e sempre costruttiva rimarcata dall'azione del suo partito e successivamente capogruppo della DC oltre a ricoprire nuovamente il ruolo di consigliere comunale, proseguendo così il suo amore per la città in campo politico, sempre alla ricerca in quegli anni d'un confronto d'equilibrio nei rapporti industriali con la FIAT e con un occhio al futuro verso la trasformazione e ai cambiamenti della struttura urbanistica e dello sviluppo della società torinese, che entrambi in quei decenni vissero un periodo di forte espansione. Diventò avversario storico, irriducibile e leale nelle battaglie politiche (ma mai con toni esasperati) di Diego Novelli, nel periodo in cui quest'ultimo assunse la carica di primo cittadino a partire dalla fine degli anni settanta.
Iscritto prima alla Democrazia Cristiana dove fu figura centrale della corrente di sinistra denominata Forze Nuove guidata da Carlo Donat-Cattin, poi al PPI, infine alla Margherita, è stato anche assessore ai lavori pubblici e vicesindaco. Dal 1976 al 1983 è stato anche deputato rispettivamente nella VII e VIII Legislatura a Montecitorio.
È stato presidente della "Fondazione Carlo Donat-Cattin".